# Kahiser Lenis
Kahiser Miguel Lenis Navarro (Panama, 23 luglio 2000) è un calciatore panamense, attaccante del Jaguares e della nazionale panamense.

## Carriera

### Club
Ha iniziato a giocare a calcio nel 2019 con il Santa Rosa nella seconda divisione costaricana. Nel 2020 si è trasferito in Spagna per effettuare un provino con l'Alcalá, senza però essere preso. Dopo essere stato scartato ha giocato con il Rabesa nella nona divisione spagnola prima di far ritorno in patria.
Nel 2021 ha giocato con l'Indep. La Chorrera e l'anno successivo con lo Sporting S.M.. A metà del 2022 ha effettuato un provino con i colombiani del Deportes Tolima senza però essere preso. Nel 2023 ha firmato con il Jaguares.

### Nazionale
Ha giocato nella nazionale panamense Under-23.
Ha debuttato con la nazionale panamense il 27 agosto 2023 giocando titolare l'amichevole contro la Bolivia vinta 2-1 grazie ad una sua doppietta.

## Statistiche

### Presenze e reti nei club
Statistiche aggiornate al 21 marzo 2024.
| Stagione        | Squadra            | Campionato      | Campionato | Campionato | Coppe nazionali | Coppe nazionali | Coppe nazionali | Coppe continentali | Coppe continentali | Coppe continentali | Altre coppe | Altre coppe | Altre coppe | Totale | Totale | Totale |
| Stagione        | Squadra            | Comp            | Pres       | Reti       | Comp            | Pres            | Reti            | Comp               | Pres               | Reti               | Comp        | Pres        | Reti        | Pres   | Reti   |        |
| --------------- | ------------------ | --------------- | ---------- | ---------- | --------------- | --------------- | --------------- | ------------------ | ------------------ | ------------------ | ----------- | ----------- | ----------- | ------ | ------ | ------ |
| 2021            | Indep. La Chorrera | LPF             | 2          | 1          | CP              | 0               | 0               | CL                 | 1                  | 0                  |             | -           | -           | 3      | 1      |        |
| 2022            | Sporting S.M.      | LPF             | 27         | 0          | CP              | 0               | 0               | CL                 | 1                  | 0                  |             | -           | -           | 28     | 0      |        |
| 2023            | Jaguares           | A               | 13         | 0          | CC              | 3               | 0               |                    | -                  | -                  |             | -           | -           | 16     | 0      |        |
| 2024            | Jaguares           | A               | 11         | 2          | CC              | 0               | 0               |                    | -                  | -                  |             | -           | -           | 11     | 2      |        |
| Totale carriera | Totale carriera    | Totale carriera | 53         | 3          |                 | 3               | 0               |                    | 2                  | 0                  |             | -           | -           | 58     | 3      |        |

### Cronologia presenze e reti in nazionale
| Cronologia completa delle presenze e delle reti in nazionale ― Panama | Cronologia completa delle presenze e delle reti in nazionale ― Panama | Cronologia completa delle presenze e delle reti in nazionale ― Panama | Cronologia completa delle presenze e delle reti in nazionale ― Panama | Cronologia completa delle presenze e delle reti in nazionale ― Panama | Cronologia completa delle presenze e delle reti in nazionale ― Panama | Cronologia completa delle presenze e delle reti in nazionale ― Panama | Cronologia completa delle presenze e delle reti in nazionale ― Panama |
| Data                                                                  | Città                                                                 | In casa                                                               | Risultato                                                             | Ospiti                                                                | Competizione                                                          | Reti                                                                  | Note                                                                  |
| --------------------------------------------------------------------- | --------------------------------------------------------------------- | --------------------------------------------------------------------- | --------------------------------------------------------------------- | --------------------------------------------------------------------- | --------------------------------------------------------------------- | --------------------------------------------------------------------- | --------------------------------------------------------------------- |
| 27-8-2023                                                             | Cochabamba                                                            | Bolivia                                                               | 1 – 2                                                                 | Panama                                                                | Amichevole                                                            | 2                                                                     |                                                                       |
| 8-9-2023                                                              | Penonomé                                                              | Panama                                                                | 3 – 0                                                                 | Martinica                                                             | CONCACAF Nations League 2023-2024 - 1º turno                          | -                                                                     | 56’                                                                   |
| 21-3-2024                                                             | Arlington                                                             | Panama                                                                | 0 – 3                                                                 | Messico                                                               | CONCACAF Nations League 2023-2024 - Semifinale                        | -                                                                     | 79’                                                                   |
| 24-3-2024                                                             | Arlington                                                             | Panama                                                                | 0 – 1                                                                 | Giamaica                                                              | CONCACAF Nations League 2023-2024 - Finale 3º posto                   | -                                                                     | 78’                                                                   |
| 23-6-2024                                                             | Miami Gardens                                                         | Uruguay                                                               | 3 – 1                                                                 | Panama                                                                | Coppa America 2024 - 1º turno                                         | -                                                                     | 89’                                                                   |
| 1-7-2024                                                              | Orlando                                                               | Bolivia                                                               | 1 – 3                                                                 | Panama                                                                | Coppa America 2024 - 1º turno                                         | -                                                                     | 46’                                                                   |
| 15-10-2024                                                            | Toronto                                                               | Canada                                                                | 2 – 1                                                                 | Panama                                                                | Amichevole                                                            | -                                                                     | 76’                                                                   |
| 14-11-2024                                                            | San José                                                              | Costa Rica                                                            | 0 – 1                                                                 | Panama                                                                | CONCACAF Nations League 2024-2025 - Quarti di finale                  | -                                                                     | 88’                                                                   |
| 18-11-2024                                                            | Panama                                                                | Panama                                                                | 2 – 2                                                                 | Costa Rica                                                            | CONCACAF Nations League 2024-2025 - Quarti di finale                  | -                                                                     | 72’                                                                   |
| 8-2-2025                                                              | Santiago del Cile                                                     | Cile                                                                  | 6 – 1                                                                 | Panama                                                                | Amichevole                                                            | -                                                                     | 46’                                                                   |
| Totale                                                                |                                                                       | Presenze                                                              | 10                                                                    |                                                                       | Reti                                                                  | 2                                                                     |                                                                       |